# Zijdepolder
De Zijdepolder is een polder en voormalig waterschap in de Nederlandse provincie Zuid-Holland in de vroegere gemeente Leidschendam.
Het waterschap was verantwoordelijk voor de vervening, drooglegging en de waterhuishouding in de gelijknamige polder. De polder werd in 1966 opgeheven, ontpolderd en bij het waterschap Duivenvoordse-Veenzijdse Polder en de gemeente Leidschendam gevoegd.